# هيزه- لينده
هيزه- لينده Heeze-Leende  بلدية وبلدة بمقاطعة شمال برابنت، جنوبي هولندا.

## طوبوغرافيا
خريطة طوبوغرافية هولندية لبلدية هيزه- لينده، يونيو 2015، (تقرأ بعد ثلاث نقرات على الخريطة).